# Daan Dikken
Daan Dikken (24 september 1991) is een Nederlands voetballer.
Dikken kwalificeerde zich in juli 2011 met het CP-team tijdens het WK CP-voetbal in Hoogeveen voor de Paralympische Zomerspelen 2012 in Londen.
Dikken,  die werd geboren met een linkerkant die minder goed functioneert, werd op zijn dertiende gescout voor het Nederlandse CP-voetbalteam onder de vijftien jaar.
In het dagelijks leven is hij student.